# Hrehory Bajbuza
Hrehory Bajbuza (Baybuza) herbu własnego (zm. ok. 1619 roku) – pisarz grodzki bracławski.
Poseł na sejm 1582 roku z województwa bracławskiego.
Był wyznawcą prawosławia.